# Dibenzofurano
El dibenzofurano es un compuesto heterocíclico constituido por un anillo de furano con dos anillos de benceno fusionados en los enlaces b y d. Debido a que todas las posiciones del furano se encuentran ocupadas por las fusiones con benceno, técnicamente el dibenzofurano se comporta como un diariléter. Es el análogo con oxígeno del carbazol. Es un sólido blanco volátil que es soluble en solventes orgánicos no polares. 

## Síntesis de Dibenzofuranos
El dibenzofurano se obtiene del alquitrán de hulla, donde existe como un componente del 1%.
Los dibenzofuranos pueden sintetizarse de acuerdo al método de Pschorr (Z = O)
También por sustitución nucleofílica aromática de un difenilo yodado:
Archivo:Dibenzofurám-szintézis.svg

## Biosíntesis
La ruta biosintética se propuso para la formación de fitoalexina en cultivos de pera tratadas con elicitor

## Dibenzofurano en el medio ambiente

Estructura química general de PCDFs, en donde 2 ≤ n+m ≤ 8

Estructuras de diez PCDF 2,3,7,8-substituidos con mayor relevancia toxicológica

Los dibenzofuranos polihalogenados son un grupo de sustancias estructuralmente semejantes a las dioxinas, llamados genéricamente policloro-dibenzofuranos (PCDF).
Son químicamente estables, muy liposolubles y de baja biodegradabilidad. Es decir que son muy persistentes en el medio ambiente y tienden a acumularse en el suelo, el agua, el aire y los tejidos orgánicos, aumentando su concentración a lo largo de la cadena alimentaria. Son altamente tóxicos y cancerígenos.
Los dibenzofuranos policlorados entran al medio ambiente desde diversas fuentes: incendios y averías de aparatos eléctricos por degradación térmica; sustancias químicas cloradas para el tratamiento de madera y productos de papel; gases de tubos de escape de vehículos que usan gasolina con plomo (contiene cloro) y también por combustión del carbón y el aceite para la calefacción del hogar.
Los PCDF podemos encontrarlos en el aire, donde pueden permanecer hasta diez días, y en el agua de ríos y lagos, lugares en los que se depositan durante varios años. Los peces que viven en aguas contaminadas por dibenzofuranos clorados son los responsables del transporte de estas sustancias a través de otros animales o seres humanos que los consumen.